# Cymatura
Cymatura – rodzaj chrząszczy z rodziny kózkowatych i podrodziny zgrzypikowych. 

## Zasięg występowania
Przedstawiciele tego rodzaju występują w Afryce Subsaharyjskiej.

## Systematyka
Do Cymatura należy 18 gatunków:
- Cymatura albomaculata
- Cymatura bifasciata
- Cymatura bizonata
- Cymatura brittoni
- Cymatura fasciata
- Cymatura holonigra
- Cymatura itzingeri
- Cymatura mabokensis
- Cymatura manowi
- Cymatura mechowi
- Cymatura mucorea
- Cymatura nigra
- Cymatura nyassica
- Cymatura orientalis
- Cymatura spumans
- Cymatura strandi
- Cymatura tarsalis
- Cymatura wallabergeri